# Diego de Landa
Diego de Landa (ur. 12 listopada 1524, zm. 29 kwietnia 1579) – hiszpański zakonnik, drugi biskup Jukatanu, autor dzieła na temat prekolumbijskiej kultury Majów. Zasłynął również jako ten, który zniszczył większość rękopisów majańskich i wizerunków ich bogów.

## Życiorys
Diego de Landa urodził się w Alcarria (Toledo, Hiszpania) w 1524 roku. W wieku 16 lat wstąpił w szeregi zakonników franciszkanów w Klasztorze San Juan de los Reyes w Toledo. W 1549 roku wraz z ojcem Nicolas de Albate oraz z pięcioma innymi towarzyszami Alonso de Alvarado, Francisco Navaro, Antonio de Valdemoro, Antonio Figueras i Pedro Noriega udał się do Nowej Hiszpanii do Jukatanu. Jego zadaniem było szerzenie wiary katolickiej na nowo odkrytych ziemiach. W tym samym roku został wyznaczony asystent gwardiana w nowo założonej misji. Indianie przekazali w jego ręce jedną ze starożytnych budowli w Izamal pod siedzibę klasztoru. W 1550 jako przedstawiciel jukatańskich franciszkanów, został wysłany do Gwatemali.
Przez kilka lat Landa żył w Klasztorze Conkal. W 1553 został przeorem klasztoru w Izamal. Z jego rozkazu został wybudowany nowy klasztor dla franciszkanów; w tym samym roku nakazał dzielić wszelką żywność pomiędzy Indian, których nawiedziła plaga głodu.
W 1560 został wyznaczony na przeora klasztoru w Merida. Tam w 1562 Landa był bohaterem wydarzeń znanych jako auto-da-fé, które na zawsze położyły cień na jego osobę. Kilkoro dzieci indiańskich znalazło ukryte w pieczarach ołtarze starych majańskich bogów. Fakt ten spowodował aresztowanie przez franciszkanina grupy Indian i poddanie ich torturom. W mieście Maní na Jukatanie, spalił on ogromną liczbę ksiąg Majów, rozbił ich ołtarze i posągi bożków. Niektóre relacje podają liczbę 5000 rozmaitych bożków, 13 wielkich kamieni służących za ołtarze i 27 zwojów ze znakami i hieroglifami Majów. Sam Diego de Landa w swoim dziele pisał:
„znaleźliśmy dużą ilość ksiąg, a że wszystko w nich było przesądem i fałszerstwem spaliliśmy je, co wielkie cierpienie im (Indianom) sprawiło i napełniło wielkim smutkiem”.

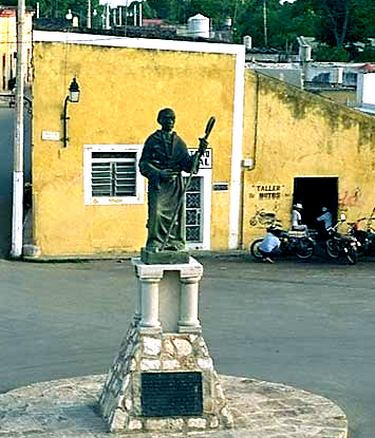
Pomnik Diego de Landa w Izamal

Diego Quixada, alkad miasta Meridy, w liście do króla Filipa II z 1563 roku pisał, iż Landa dopuścił się torturowania w imię kościoła cztery i pół tysiąca Indian, z których osiemdziesięciu pięciu nałożono włosiennice, sześć tysięcy trzystu trzydziestu tubylców zostało skazanych na grzywnę, a pięćdziesięciu Indian umarło w czasie przesłuchania. Inny duchowny biskup Francisco de Toral, również pisywał listy do króla, gdzie skarżył się na Landę, jakoby ten był zbyt brutalny w swych poczynaniach i odwracał Indian od Boga miast do niego ich przybliżać. Biograf Bernardino de Lizana pisał o franciszkaninie w samych superlatywach, wychwalając go za skuteczne wyplewienie pogańskich zabobonów. W następstwie tych relacji Diego de Landę odwołano do Hiszpanii. Po przybyciu do kraju napisał swoje największe i jedyne dzieło Relación de las cosas de Yucatán.
W Hiszpanii został poddany osądowi Rady Indii i wysłany do ojca Pedro de Bobadilla, w prowincji Kastylii. Tam inny duchowny inkwizytor Pedro de Guzman poddał weryfikacji poczynania Landy w Meksyku. Rozprawa zakończyła się po myśli franciszkanina i po zatwierdzeniu wyroku przez Radę Indii został on oczyszczony z zarzutów i rozgrzeszony.
W 1573 roku, w październiku, Diego de Landa powrócił do Meksyku na Jukatan, gdzie został biskupem Jukatanu. Jak mówią relacje, był witany przez tłumy Indian, dla których był dobroczyńcą i prześladowcą.
Landa umarł w Mérida, 29 kwietnia 1579, w wieku 54 lat. Jego ciało zostało pochowane w miejscowym kościele San Francisco, a jego kości zostały przewiezione do grobowca jego ojców we wsi Cifuentes, w Hiszpanii. Jego pomnik stoi na placu Izamal, gdzie on był przeorem i opiekunem.

## Spuścizna

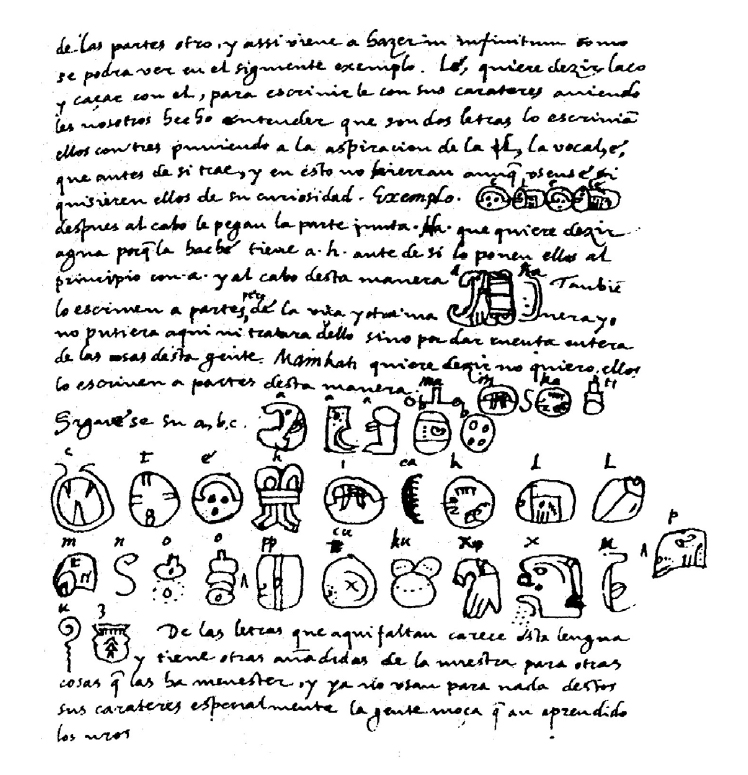
Strona Relación de las Cosas de Yucatán, na której Landa opisuje alfabet Majów

Diego de Landa do dziś wzbudza kontrowersje. Jego zapalczywość w zwalczaniu zabobonów wśród Indian, spowodowała zniszczenie ich dzieł sztuki i manuskryptów. Stawia go to w najgorszym świetle wśród historyków. Z drugiej strony Landa przez trzydzieści lat zbierał wszelkie materiały dotyczące prekolumbijskiej kultury Majów. Pieszo przemierzał cały Jukatan, gromadząc wszystko co dotyczyło tubylców, od wizerunków bogów poprzez ich obrzędy i ceremonie po pismo Majów i zwyczaje codzienne. Całą tę wiedzę umieścił w jednym dziele Relación de las cosas de Yucatán, która stała się nieocenionym źródłem informacji dla wszystkich następnych badaczy. E.J.S. Thomson pisał:
„Bez tej książki jest dość wątpliwe, czy moglibyśmy uczynić jakiś krok w rozszyfrowaniu glifów, i wiedzielibyśmy o wiele mniej o Majach. Dzieło Landy można by nazwać kamieniem z Rosetty dla tej kultury”.
Diego de Landa opisał w swym dziele geografię Jukatanu, jego historię, wierzenia Majów, ich obyczaje, tańce, muzykę, święta, stroje oraz system mierzenia czasu. Opisał także zestaw 27 glifów, które miały rzekomo stanowić alfabet Majów, w rzeczywistości jednak uznanie pisma Majów za alfabetyczne okazało się pomyłką.
Po śmierci Landy, jego rękopis został zakonserwowany we franciszkańskim klasztorze w Mérida a kopie jego pracy zostały wysłane do Hiszpanii, czego dowodem są zapisy w Relación de Chunchucha, z 1581 roku. W 1936 roku rękopis został zniszczony podczas wojny domowej.

## Publikacje
- Clendinnen, Inga. „Ambivalent Conquests: Maya and Spaniard in Yucatan, 1517-1570”. 2 ed. 2003. Cambridge: Cambridge UP.
- Marshall E. Durbin, 1969. An Interpretation of Bishop Diego De Landa’s Maya Alphabet (Philological and Documentary Studies)
- Diego de Landa, 1978. Yucatan Before and After the Conquest
- Relacion de las cosas de Yucatan/The relationship of the things of the Yucatan (in series Cronicas De America) 2002.
- Alfred M. Tozze, Relación de las cosas de Yucatán: A translation, Wyd. Harvard University, v. 18) 1941.
- William Gates Yucatan Before and After the Conquest 1978